# Ситник Михайло Васильович
Миха́йло Васильович Си́тник (*6 червня 1920, Васильків — †21 серпня 1959, Чикаго) — український поет, журналіст, редактор, гуморист.

## Життєпис
Народився 6 червня 1920 року у Василькові Київської губернії. Навчався в Київському педагогічному інституті ім. М. Горького. Почав друкуватися в 1937 р. у журналах «Молодий більшовик» (Київ), «Літературний журнал» (Харків) та ін.
У 1941 р. — редактор часопису «Літаври» (разом з Оленою Телігою).
У роки війни активно друкувався, організовував видання газет у Василькові, редагував газету «Українська думка», входив до складу редколегії «Українського слова».
У 1943 р. емігрував, проте не зміг реалізувати себе, не знайшов належного місця в інонаціональних умовах. Після війни жив у Німеччині як біженець у таборах ДіПі (Displaced Persons), на початку 1950-х еміґрував до США.
Помер 21 серпня 1959 р. у Чикаго. Убитий, за деякими припущеннями, аґентами КДБ. Похований на цвинтарі Елмут.

## Вшанування пам'яті
- У Василькові існують вулиця та провулок Михайла Ситника[1].

## Творчий доробок
Автор поетичних збірок «Від серця» (1942), «Нові обрії» (1942), «Відлітають птиці» (1946), поеми «Залізничний сторож» (1947), присвяченої воєнному лихоліттю в Україні й героїчній боротьбі УПА проти гітлерівських окупантів, «Цвіт папороті» (1975) та численних віршів, що друкувалися в еміґрантській періодиці.
Окремі видання й твори в часописах:
- Ситник М. Від серця. Поезії. Васильків: Вид-во «Васильківські Вісті», 1942. — 64 с.
- Ситник М. Нові обрії. Друга книга поезій. — Васильків: Вид-во «Васильківські Вісті», 1942. — 64 с.
- Ситник М. Відлітають птиці. — Гамбурґ–Ґайденав, 1946. — 95 с.
- Ситник М. Любов. Поема // Похід. Ґайденав, 1946. ч. 1. С. 15—18.
- Ситник М. Князівна. Поема // Похід. Ґайденав, 1946. ч. 2. С. 15—21.
- Ситник М. Залізничний сторож: віршована повість. — Мюнхен, 1947. — 78 с.
- М. С. [Михайло Ситник]. Кров на квітах (памʼяті Олени Теліги, Івана Рогача і Івана Ірлявського, розстріляних в лютому 1942 р.) // Орлик. Берхтесґаден, 1948. Ч. 2. С. 1—4.
- Ситник М. Катам наперекір. Поезії, проза, спогади / Упор. М. Неврлий, Г. Булах. — Київ: Вид-во ім. Олени Теліги, 1998. — 448 с.
- Ситник М. Твори // Слово і зброя: Антологія української поезії, присвяченої УПА і революційно-визвольній боротьбі 1942—1967 / Упоряд. Л. Полтава. — Торонто–Онтаріо, 1968. — С.324—337.
- Ситник М. Цвіт папороті. Поезії. — Торонто: Молода Україна, 1975. — 224 с.
- Ситник М. Від серця. Вірші / Упор. М. Неврлий, Г. Булах. — К.: ВЦ «Просвіта», 2004. — 120 с.
- Ситник М. ...Я в Україну повернусь... Відома й невідома лірика / упоряд. Т. Салига, І. Василишин. Львів: Сполом, 2021. 464 с. Бібліогр.: С. 447—455.
- Ситник М. Над Україною палають обрії нові... Поеми / упоряд. Т. Салига, І. Василишин. Львів: Сполом, 2022. 240 с.: іл.